# Silver Spoon
Silver Spoon (銀の匙?, Gin no saji) è un manga shōnen scritto e disegnato da Hiromu Arakawa pubblicato su Weekly Shōnen Sunday a partire dal 2011. Ha vinto il premio Manga Taishō nel 2012 In Italia, i diritti del manga sono stati acquistati dalla Panini Comics che lo ha pubblicando con l'etichetta Planet Manga dal 27 ottobre 2012 all'11 febbraio 2021.
Dal manga è stata tratta una serie televisiva anime in due stagioni, andata in onda dall'estate 2013 all'inverno 2014 nel blocco noitaminA di Fuji TV. Dynit ha pubblicato gli episodi in contemporanea col Giappone sulla web TV Popcorn TV, sottotitolati in italiano in versione simulcast.

## Trama
Il manga è ambientato nell'istituto tecnico agrario di Yezo Ōezo Nōgyō Kōtō Gakkō (大蝦夷農業高等学校?), una scuola superiore situata nelle campagne dell'isola di Hokkaidō, e segue la vita quotidiana di Yugo Hachiken, uno studente proveniente da Sapporo che, a differenza degli altri studenti, tutti intenzionati a lavorare in futuro nel campo dell'agricoltura, si è iscritto con la speranza di poter essere il primo della classe con meno sforzo rispetto ad una scuola tradizionale.
Hachiken a differenza dei suoi compagni ha sostenuto l'esame standard per essere ammesso alla "Ezono" e fino al primo anno del suo corso rimane l'unico studente a non provenire da una famiglia di contadini o allevatori.

## Personaggi
Yugo Hachiken (八軒 勇吾?, Hachiken Yūgo)
Doppiato da: Ryōhei Kimura
Il protagonista, un ragazzo di Sapporo. A differenza dei suoi compagni, tutti cresciuti in campagna, viene da una grande città e da una scuola media prestigiosa. Dopo non aver superato gli esami per entrare alla scuola superiore di sua scelta decide di iscriversi a Yezo, pensando di poter studiare meno e di potersi preparare meglio per gli esami di ingresso all'università, ma scopre che lo studio è più difficile di quanto si aspettasse, ed è anche accompagnato dal duro lavoro manuale. Non è capace di rifiutare le richieste di aiuto dei suoi compagni, pur lamentandosi sempre del fatto che approfittano della sua generosità, e in questo modo si guadagna presto l'amicizia di tutti. Si iscrive al club di equitazione, seguendo Aki, e viene nominato vicepresidente per via della sua affidabilità. A differenza dei suoi amici, che hanno tutti le idee chiare sul proprio futuro, Yugo non sa decidere quale carriera intraprendere.
Frequenta il corso di scienze casearie.
Aki Mikage (御影 アキ?, Mikage Aki)
Doppiato da: Marie Miyake
Ragazza di cui Yugo è innamorato, come lui fa parte del club di equitazione. La sua famiglia ha una fattoria dove allevano mucche e cavalli, tra cui i cavalli da corsa Ban'ei, e lei studia a Yezo per poter mandare avanti la fattoria in futuro. È sempre ottimista e allegra, ma cambia umore quando ha l'impressione che Yugo sia interessato a qualche altra ragazza.
Frequenta il corso di scienze casearie.
Ichiro Komaba (駒場 一郎?, Komaba Ichirō)
Doppiato da: Tooru Sakurai
Compagno di classe di Yugo intenzionato a diventare un giocatore di baseball professionista (si impegna molto al circolo di baseball per poter andare al koshien) per aiutare la sua famiglia a mandare avanti la propria fattoria. È amico d'infanzia e vicino di fattoria di Aki, cosa di cui Yugo è geloso.
Frequenta il corso di scienze casearie.
Shinnosuke Aikawa (相川 進之介?, Aikawa Shinnosuke)
Doppiato da: Nobunaga Shimazaki
Compagno di classe di Yugo che vuole diventare veterinario, anche se ha molti problemi riguardo alla scelta del suo futuro, dato che un veterinario deve affrontare scelte difficili sulla vita e la morte degli animali di cui si occupa.
Frequenta il corso di scienze casearie.
Tamako Inada (稲田 多摩子?, Inada Tamako)
Doppiato da: Ayahi Takagaki
Compagna di classe di Yugo la cui famiglia possiede un'enorme fattoria iper-tecnologica (la Giga-farm). Normalmente è molto grassa, ma in un'occasione dimagrisce, dopo aver passato le vacanze estive a lavorare in fattoria, e si rivela molto bella. Ritorna grassa subito dopo il riprendere delle lezioni e durante l'anno continua anche per volere di altri la sua "trasformazione".
Frequenta il corso di scienze casearie.
Keiji Tokiwa (常盤 恵次?, Tokiwa Keiji)
Doppiato da: Masayuki Shoji
Compagno di classe di Yugo che si caccia sempre nei guai, sia perché è un cattivo studente sia perché salta troppo facilmente alle conclusioni sbagliate. La sua famiglia alleva polli. Viene aiutato in varie occasioni da Hachiken sullo studio senza però ottenere nella maggior parte dei casi risultati sufficienti.
Frequenta il corso di scienze casearie.

## Media

### Manga
Il manga, scritto e disegnato da Hiromu Arakawa, è stato serializzato dal 6 aprile 2011 al 27 novembre 2019 sulla rivista Weekly Shōnen Sunday edita da Shogakukan. I vari capitoli sono stati raccolti in quindici volumi tankōbon pubblicati dal 15 luglio 2011 al 18 febbraio 2020.
In Italia la serie è stata pubblicata da Panini Comics sotto l'etichetta Planet Manga nella collana Manga Life dal 27 ottobre 2012 all'11 febbraio 2021.

#### Volumi
| 1  | 15 luglio 2011 | ISBN 978-4-09-123180-2 | 27 ottobre 2012  |
| 1  | Capitoli - 01. Primavera (parte 1) (春の巻①?, Haru no maki 1) - 02. Primavera (parte 2) (春の巻②?, Haru no maki 2) - 03. Primavera (parte 3) (春の巻③?, Haru no maki 3) - 04. Primavera (parte 4) (春の巻④?, Haru no maki 4) - 05. Primavera (parte 5) (春の巻⑤?, Haru no maki 5) - 06. Primavera (parte 6) (春の巻⑥?, Haru no maki 6) - 07. Primavera (parte 7) (春の巻⑦?, Haru no maki 7) - 08. Primavera (parte 8) (春の巻⑧?, Haru no maki 8) |                        |                  |
| 2  | 14 dicembre 2011 | ISBN 978-4-09-123427-8 | 22 dicembre 2012 |
| 2  | Capitoli - 09. Primavera (parte 9) (春の巻⑨?, Haru no maki 9) - 10. Primavera (parte 10) (春の巻⑩?, Haru no maki 10) - 11. Estate (parte 1) (夏の巻①?, Natsu no maki 1) - 12. Estate (parte 2) (夏の巻②?, Natsu no maki 2) - 13. Estate (parte 3) (夏の巻③?, Natsu no maki 3) - 14. Estate (parte 4) (夏の巻④?, Natsu no maki 4) - 15. Estate (parte 5) (夏の巻⑤?, Natsu no maki 5) - 16. Estate (parte 6) (夏の巻⑥?, Natsu no maki 6) - 17. Estate (parte 7) (夏の巻⑦?, Natsu no maki 7) |                        |                  |
| 3  | 18 aprile 2012 | ISBN 978-4-09-123653-1 | 23 febbraio 2013 |
| 3  | Capitoli - 18. Estate (parte 8) (夏の巻⑧?, Natsu no maki 8) - 19. Estate (parte 9) (夏の巻⑨?, Natsu no maki 9) - 20. Estate (parte 10) (夏の巻⑩?, Natsu no maki 10) - 21. Estate (parte 11) (夏の巻⑪?, Natsu no maki 11) - 22. Estate (parte 12) (夏の巻⑫?, Natsu no maki 12) - 23. Estate (parte 13) (夏の巻⑬?, Natsu no maki 13) - 24. Estate (parte 14) (夏の巻⑭?, Natsu no maki 14) - 25. Estate (parte 15) (夏の巻⑮?, Natsu no maki 15) - 26. Estate (parte 16) (夏の巻⑯?, Natsu no maki 16) |                        |                  |
| 4  | 18 luglio 2012 | ISBN 978-4-09-123772-9 | 20 aprile 2013   |
| 4  | Capitoli - 27. Estate (parte 17) (夏の巻⑰?, Natsu no maki 17) - 28. Estate (parte 18) (夏の巻⑱?, Natsu no maki 18) - 29. Estate (parte 19) (夏の巻⑲?, Natsu no maki 19) - 30. 夏の思い出（前編） (Natsu no omoide (zenpen)?) - 31. Ricordi d'estate (seconda metà) (夏の思い出（後編）?, Natsu no omoide (kōhen)) - 32. Autunno (parte 1) (秋の巻①?, Aki no maki 1) - 33. Autunno (parte 2) (秋の巻②?, Aki no maki 2) - 34. Autunno (parte 3) (秋の巻③?, Aki no maki 3) - 35. Autunno (parte 4) (秋の巻④?, Aki no maki 4) |                        |                  |
| 5  | 18 ottobre 2012 | ISBN 978-4-09-123886-3 | 22 giugno 2013   |
| 5  | Capitoli - 36. Autunno (parte 5) (秋の巻⑤?, Aki no maki 5) - 37. Autunno (parte 6) (秋の巻⑥?, Aki no maki 6) - 38. Autunno (parte 7) (秋の巻⑦?, Aki no maki 7) - 39. Autunno (parte 8) (秋の巻⑧?, Aki no maki 8) - 40. Autunno (parte 9) (秋の巻⑨?, Aki no maki 9) - 41. Autunno (parte 10) (秋の巻⑩?, Aki no maki 10) - 42. Autunno (parte 11) (秋の巻⑪?, Aki no maki 11) - 43. Autunno (parte 12) (秋の巻⑫?, Aki no maki 12) - 44. Autunno (parte 13) (秋の巻⑬?, Aki no maki 13) |                        |                  |
| 6  | 18 gennaio 2013 | ISBN 978-4-09-124169-6 | 24 agosto 2013   |
| 6  | Capitoli - 45. Autunno (parte 14) (秋の巻⑭?, Aki no maki 14) - 46. Autunno (parte 15) (秋の巻⑮?, Aki no maki 15) - 47. Autunno (parte 16) (秋の巻⑯?, Aki no maki 16) - 48. Autunno (parte 17) (秋の巻⑰?, Aki no maki 17) - 49. Autunno (parte 18) (秋の巻⑱?, Aki no maki 18) - 50. Autunno (parte 19) (秋の巻⑲?, Aki no maki 19) - 51. Autunno (parte 20) (秋の巻⑳?, Aki no maki 20) - 52. Autunno (parte 21) (秋の巻㉑?, Aki no maki 21) - 53. Autunno (parte 22) (秋の巻㉒?, Aki no maki 22) |                        |                  |
| 7  | 18 aprile 2013 | ISBN 978-4-09-124285-3 | 19 ottobre 2013  |
| 7  | Capitoli - 54. Autunno (parte 23) (秋の巻㉓?, Aki no maki 23) - 55. Autunno (parte 24) (秋の巻㉔?, Aki no maki 24) - 56. Autunno (parte 25) (秋の巻㉕?, Aki no maki 25) - 57. Autunno (parte 26) (秋の巻㉖?, Aki no maki 26) - 58. Autunno (parte 27) (秋の巻㉗?, Aki no maki 27) - 59. Autunno (parte 28) (秋の巻㉘?, Aki no maki 28) - 60. Autunno (parte 29) (秋の巻㉙?, Aki no maki 29) - 61. Autunno (parte 30) (秋の巻㉚?, Aki no maki 30) |                        |                  |
| 8  | 11 luglio 2013 | ISBN 978-4-09-124346-1 | 21 dicembre 2013 |
| 8  | Capitoli - 62. Autunno (parte 31) (秋の巻㉛?, Aki no maki 31) - 63. Autunno (parte 32) (秋の巻㉜?, Aki no maki 32) - 64. Inverno (parte 1) (冬の巻①?, Fuyu no maki 1) - 65. Inverno (parte 2) (冬の巻②?, Fuyu no maki 2) - 66. Inverno (parte 3) (冬の巻③?, Fuyu no maki 3) - 67. Inverno (parte 4) (冬の巻④?, Fuyu no maki 4) - 68. Inverno (parte 5) (冬の巻⑤?, Fuyu no maki 5) - 69. Inverno (parte 6) (冬の巻⑥?, Fuyu no maki 6) - 70. Inverno (parte 7) (冬の巻⑦?, Fuyu no maki 7) |                        |                  |
| 9  | 18 ottobre 2013 | ISBN 978-4-09-124474-1 | 23 agosto 2014   |
| 9  | Capitoli - 71. Inverno (parte 8) (冬の巻⑧?, Fuyu no maki 8) - 72. Inverno (parte 9) (冬の巻⑨?, Fuyu no maki 9) - 73. Inverno (parte 10) (冬の巻⑩?, Fuyu no maki 10) - 74. Inverno (parte 11) (冬の巻⑪?, Fuyu no maki 11) - 75. Inverno (parte 12) (冬の巻⑫?, Fuyu no maki 12) - 76. Inverno (parte 13) (冬の巻⑬?, Fuyu no maki 13) - 77. Inverno (parte 14) (冬の巻⑭?, Fuyu no maki 14) - 78. Inverno (parte 15) (冬の巻⑮?, Fuyu no maki 15) - 79. Inverno (parte 16) (冬の巻⑯?, Fuyu no maki 16) |                        |                  |
| 10 | 8 gennaio 2014 | ISBN 978-4-09-124548-9 | 18 ottobre 2014  |
| 10 | Capitoli - 80. Inverno (parte 17) (冬の巻⑰?, Fuyu no maki 17) - 81. Inverno (parte 18) (冬の巻⑱?, Fuyu no maki 18) - 82. Inverno (parte 19) (冬の巻⑲?, Fuyu no maki 19) - 83. Inverno (parte 20) (冬の巻⑳?, Fuyu no maki 21) - 84. Inverno (parte 21) (冬の巻㉑?, Fuyu no maki 21) - 85. Inverno (parte 22) (冬の巻㉒?, Fuyu no maki 22) - 86. Inverno (parte 23) (冬の巻㉓?, Fuyu no maki 23) - 87. Inverno (parte 24) (冬の巻㉔?, Fuyu no maki 24) - 88. Inverno (parte 25) (冬の巻㉕?, Fuyu no maki 25) |                        |                  |
| 11 | 5 marzo 2014 | ISBN 978-4-09-124574-8 | 13 dicembre 2014 |
| 11 | Capitoli - 89. Inverno (parte 26) (冬の巻㉖?, Fuyu no maki 26) - 90. Inverno (parte 27) (冬の巻㉗?, Fuyu no maki 27) - 91. Inverno (parte 28) (冬の巻㉘?, Fuyu no maki 28) - 92. Inverno (parte 29) (冬の巻㉙?, Fuyu no maki 29) - 93. Inverno (parte 30) (冬の巻㉚?, Fuyu no maki 30) - 94. Inverno (parte 31) (冬の巻㉛?, Fuyu no maki 31) - 95. Inverno (parte 32) (冬の巻㉜?, Fuyu no maki 32) - 96. Inverno (parte 33) (冬の巻㉝?, Fuyu no maki 33) |                        |                  |
| 12 | 18 agosto 2014 | ISBN 978-4-09-125088-9 | 14 febbraio 2015 |
| 12 | Capitoli - 97. Inverno (parte 34) (冬の巻㉞?, Fuyu no maki 34) - 98. Le quattro stagioni (parte 1) (四季の巻①?, Shiki no maki 1) - 99. Le quattro stagioni (parte 2) (四季の巻②?, Shiki no maki 2) - 100. Le quattro stagioni (parte 3) (四季の巻③?, Shiki no maki 3) - 101. Le quattro stagioni (parte 4) (四季の巻④?, Shiki no maki 4) - 102. Le quattro stagioni (parte 5) (四季の巻⑤?, Shiki no maki 5) - 103. Le quattro stagioni (parte 6) (四季の巻⑥?, Shiki no maki 6) - 104. Le quattro stagioni (parte 7) (四季の巻⑦?, Shiki no maki 7) - 105. Le quattro stagioni (parte 8) (四季の巻⑧?, Shiki no maki 8)                                       |                        |                  |
| 13 | 18 giugno 2015 | ISBN 978-4-09-126059-8 | 21 aprile 2016   |
| 13 | Capitoli - 106. Le quattro stagioni (parte 9) (四季の巻⑨?, Shiki no maki 9) - 107. Le quattro stagioni (parte 10) (四季の巻⑩?, Shiki no maki 10) - 108. Le quattro stagioni (parte 11) (四季の巻⑪?, Shiki no maki 11) - 109. Le quattro stagioni (parte 12) (四季の巻⑫?, Shiki no maki 12) - 110. Le quattro stagioni (parte 13) (四季の巻⑬?, Shiki no maki 13) - 111. Le quattro stagioni (parte 14) (四季の巻⑭?, Shiki no maki 14) - 112. Le quattro stagioni (parte 15) (四季の巻⑮?, Shiki no maki 15) - 113. Le quattro stagioni (parte 16) (四季の巻⑯?, Shiki no maki 16)                                                                             |                        |                  |
| 14 | 18 agosto 2017 | ISBN 978-4-09-127720-6 | 24 maggio 2018   |
| 14 | Capitoli - 114. Le quattro stagioni (parte 17) (四季の巻⑰?, Shiki no maki 17) - 115. Le quattro stagioni (parte 18) (四季の巻⑱?, Shiki no maki 18) - 116. Le quattro stagioni (parte 19) (四季の巻⑲?, Shiki no maki 19) - 117. Le quattro stagioni (parte 20) (四季の巻⑳?, Shiki no maki 20) - 118. Le quattro stagioni (parte 21) (四季の巻㉑?, Shiki no maki 21) - 119. Le quattro stagioni (parte 22) (四季の巻㉒?, Shiki no maki 22) - 120. Le quattro stagioni (parte 23) (四季の巻㉓?, Shiki no maki 23) - 121. Le quattro stagioni (parte 24) (四季の巻㉔?, Shiki no maki 24) - 122. Le quattro stagioni (parte 25) (四季の巻㉕?, Shiki no maki 25) |                        |                  |
| 15 | 18 febbraio 2020 | ISBN 978-4-09-129549-1 | 11 febbraio 2021 |
| 15 | Capitoli - 123. Le quattro stagioni (parte 26) (四季の巻㉖?, Shiki no maki 26) - 124. Le quattro stagioni (parte 27) (四季の巻㉗?, Shiki no maki 27) - 125. Le quattro stagioni (parte 28) (四季の巻㉘?, Shiki no maki 28) - 126. Le quattro stagioni (parte 29) (四季の巻㉙?, Shiki no maki 29) - 127. Le quattro stagioni (parte 30) (四季の巻㉚?, Shiki no maki 30) - 128. Le quattro stagioni (parte 31) (四季の巻㉛?, Shiki no maki 31) - 129. Le quattro stagioni (parte 32) (四季の巻㉜?, Shiki no maki 32) - 130. Le quattro stagioni (parte 33) (四季の巻㉝?, Shiki no maki 33) - 131. Yugo Hachiken (八軒勇吾の巻?, Hachiken Yūgo no maki)       |                        |                  |

### Anime
Un adattamento anime prodotto da A-1 Pictures è stata trasmesso dall'11 luglio al 19 settembre 2013 su Fuji TV all'interno del contenitore noitaminA. La serie è stata diretta da Tomohiko Itō con l'assistenza di Kotomi Deai. La sceneggiatura è stata scritta da Taku Kishimoto, il character design e la direzione artistica sono state entrambe curate da Jun Nakai mentre la colonna sonora è stata composta da Shusei Murai. Una seconda stagione è andata in onda sulla medesima rete dal 9 gennaio al 27 marzo 2014. Le sigle della prima stagione sono rispettivamente Kiss you di Miwa in apertura e Hello Especially dei Sukima Switch in chiusura mentre quella della seconda stagione sono Life degli Fujifabric in apertura e Oto no naru hō e degli Goose House in chiusura.
In Italia i diritti di entrambe le stagioni sono stati acquistati da Dynit che le ha pubblicate in simulcast in versione sottotitolata su Popcorn TV.

#### Episodi
| Nº                            | Titolo italiano Giapponese 「Kanji」 - Rōmaji                                            | In onda           | In onda           |
| Nº                            | Titolo italiano Giapponese 「Kanji」 - Rōmaji                                            | Giapponese        | Italiano          |
| Prima stagione (11 episodi)   |                                                                                          |                   |                   |
| 1                             | Benvenuti a Ezono 「エゾノーへ、ようこそ」 - Ezo no e, yōkoso                            | 11 luglio 2013    | 15 luglio 2013    |
| 2                             | Hachiken monta a cavallo 「八軒、馬に乗る」 - Hachiken, uma ni noru                      | 18 luglio 2013    | 22 luglio 2013    |
| 3                             | Hachiken incontra Spezzatino 「八軒、豚丼と出会う」 - Hachiken, Butadon to deau          | 25 luglio 2013    | 29 luglio 2013    |
| 4                             | Hachiken sforna la pizza 「八軒、ピザを焼く」 - Hachiken, piza o yaku                    | 1º agosto 2013    | 5 agosto 2013     |
| 5                             | Hachiken evade 「八軒、脱走する」 - Hachiken, dassō suru                                 | 8 agosto 2013     | 26 agosto 2013    |
| 6                             | Hachiken va dai Mikage 「八軒、御影家に行く」 - Hachiken, Mikage ie ni iku               | 15 agosto 2013    | 26 agosto 2013    |
| 7                             | Hachiken va alla Gigafarm 「八軒、ギガファームへ」 - Hachiken, Giga Fāmu e               | 22 agosto 2013    | 26 agosto 2013    |
| 8                             | Hachiken fa un grosso errore 「八軒、大失態を演じる」 - Hachiken, Dai shittai o enjiru   | 29 agosto 2013    | 2 settembre 2013  |
| 9                             | Hachiken si tormenta per Spezzatino 「八軒、豚丼に迷う」 - Hachiken, Butadon ni mayou    | 5 settembre 2013  | 9 settembre 2013  |
| 10                            | Hachiken dice addio a Spezzatino 「八軒、豚丼と別れる」 - Hachiken, Butadon to wakareru  | 12 settembre 2013 | 16 settembre 2013 |
| 11                            | Continua a correre, Hachiken 「走り出せ、八軒」 - Hashiridase, Hachiken                  | 19 settembre 2013 | 23 settembre 2013 |
| Seconda stagione (11 episodi) |                                                                                          |                   |                   |
| 1                             | Hachiken diventa il Vice Capitano 「八軒、副部長になる」 - Hachiken, Fuku Buchou ni naru | 9 gennaio 2014    | 13 gennaio 2014   |
| 2                             | Hachiken adotta Vicecapitano 「八軒、副ぶちょーを拾う」 - Hachiken, Fuku Buchou o hiro   | 16 gennaio 2014   | 20 gennaio 2014   |
| 3                             | Hachiken salta in alto 「八軒、高く跳ぶ」 - Hachiken, takaku tobu                        | 23 gennaio 2014   | 27 gennaio 2014   |
| 4                             | Minamikujo entra in scena 「南九条、あらわる」 - Minamikujou, arawaru                    | 30 gennaio 2014   | 3 febbraio 2014   |
| 5                             | Hachiken ha le mani piene 「八軒、大わらわ」 - Hachiken, ōwarawa                         | 6 febbraio 2014   | 10 febbraio 2014  |
| 6                             | Mikage ce la mette tutta 「御影、奮闘す」 - Mikage, funtō su                             | 13 febbraio 2014  | 17 febbraio 2014  |
| 7                             | Komaba sale in pedana 「駒場、マウンドに立つ」 - Komaba, mound ni tatsu                  | 27 febbraio 2014  | 3 marzo 2014      |
| 8                             | Hachiken ulula 「八軒、咆える」 - Hachiken, hoeru                                        | 6 marzo 2014      | 10 marzo 2014     |
| 9                             | L'ultimo latte 「最後の牛乳」 - Saigo no gyūnyū                                          | 13 marzo 2014     | 17 marzo 2014     |
| 10                            | Sogno 「夢」 - Yume                                                                      | 20 marzo 2014     | 24 marzo 2014     |
| 11                            | Non importa quante volte 「何度でも」 - Nando demo                                       | 27 marzo 2014     | 31 marzo 2014     |

### Live-action
Un film live-action basato sul manga è stato annunciato ufficialmente sui quotidiani Nikkan Sports e Sports Nippon il 7 agosto 2013. Kento Nakajima ha recitato la parte del protagonista Yugo Hachiken, Alice Hirose ha interpretato Aki Mikage mentre Tomohiro Ichikawa ha avuto il ruolo di Ichiro Komaba. Il film è stato diretto da Keisuke Yoshida, prodotto da TBS e Wilco e distribuito da Toho. Silver Spoon è stato presentato in anteprima a Tokyo il 7 marzo 2014 ed è stato anche mostrato al Japan Film Festival of San Francisco il 22 luglio 2014. La sigla del film è Hidamari ed è cantata dal duo Yuzu. Il brano è stato scritto e composto da Iwasawa Koji appositamente per la pellicola.

## Accoglienza

### Manga

#### Vendite
Fin dal suo primo volume, Silver Spoon è stato ben accolto dai lettori. È diventato il titolo Shogakukan più veloce a raggiungere il traguardo di un milione di prime copie stampate, un anno e tre mesi dopo il lancio del manga. Secondo Oricon è stato anche il settimo manga più venduto in Giappone nel 2012, e il titolo più venduto di Shogakukan, così come il titolo più venduto del 2012 che non aveva ancora ricevuto un adattamento anime. Entro ottobre 2013 ha venduto 12 milioni di copie in Giappone. Nel 2014 la serie ha venduto oltre 15 milioni di copie in Giappone. A luglio 2017, il manga aveva oltre 16 milioni di copie stampate. A febbraio 2020, il manga aveva oltre 17 milioni di copie stampate.

#### Premi
Silver Spoon ha vinto il 5º premio Manga Taishō nel 2012 e il 58º Premio Shogakukan (nella categoria shōnen) nel 2013. Sempre nel 2013 Silver Spoon ha vinto il primo Japan Food Culture Contents Award. È stato uno dei nove candidati per il 19º Premio culturale Osamu Tezuka nel 2015.

#### Critica
Publishers Weekly ha affermato che  l'opera mostra "un lato della vita del liceo giapponese raramente visto nei manga, creando una serie irresistibile". Barnes & Noble ha inserito Silver Spoon nella lista dei "Our Favorite Manga of 2018".
Secondo AnimeClick.it l'autrice era riuscita a creare un'opera impreziosita da un retrogusto autobiografico che ne faceva quasi uno slice of life agreste e, nel contempo, un manga scolastico sul genere. Probabilmente non era una lettura per tutti, dato che Silver Spoon spiazzava chi aveva apprezzato la precedente opera di Hiromu Arakawa, Fullmetal Alchemist, che invece era caratterizzata dall'azione, dai misteri e dal lato drammatico. Tuttavia, se l'opera avesse intrigato anche solo minimamente l'idea di una lettura non immediatamente riconducibile ai soliti generi, sia divertente che interessante, Silver Spoon era un'opera da tenere sicuramente in considerazione.

### Anime
Nel novembre 2019, Crunchyroll ha inserito Silver Spoon nella lista dei 100 migliori anime degli anni 2010.